# Liste der Baudenkmäler in St. Martin in Thurn
Die Liste der Baudenkmäler in St. Martin in Thurn (ladinisch San Martin de Tor, italienisch San Martino in Badia) enthält die 18 als Baudenkmäler ausgewiesenen Objekte auf dem Gebiet der Gemeinde St. Martin in Thurn in Südtirol.
Basis ist das im Internet einsehbare offizielle Verzeichnis der Baudenkmäler in Südtirol. Dabei kann es sich beispielsweise um Sakralbauten, Wohnhäuser, Bauernhöfe und Adelsansitze handeln. Die Reihenfolge in dieser Liste orientiert sich an der Bezeichnung, alternativ ist sie auch nach der Adresse oder dem Datum der Unterschutzstellung sortierbar.

## Liste
| Foto |                 | Bezeichnung                                                                  | Standort                     | Eintragung                   | Beschreibung                                        | Metadaten                                                                                         |
| ---- | --------------- | ---------------------------------------------------------------------------- | ---------------------------- | ---------------------------- | --------------------------------------------------- | ------------------------------------------------------------------------------------------------- |
| ja   | Datei hochladen | Bad Valdander mit Kapelle in Untermoj ID: 17088                              | 46° 41′ 4″ N, 11° 51′ 35″ O  | 16. März 1979 (BLR-LAB 1774) | Badehaus                                            | KG: Sankt Martin in Thurn Bauparzelle: 233/1, 233/2, 233/3, 233/4 Grundparzelle: 1598, 1656, 1657 |
| ja   | Datei hochladen | Ciablung in Pikolein ID: 17085                                               | 46° 41′ 29″ N, 11° 53′ 58″ O | 22. Dez. 1986 (BLR-LAB 7861) | Ländliches Wohnhaus/Bauernhof                       | KG: Sankt Martin in Thurn Bauparzelle: 76                                                         |
| ja   | Datei hochladen | Freyögg mit Garten in Pikolein ID: 17083                                     | 46° 41′ 22″ N, 11° 53′ 46″ O | 22. Dez. 1986 (BLR-LAB 7861) | Ländliches Wohnhaus/Bauernhof                       | KG: Sankt Martin in Thurn Bauparzelle: 66/1, 70/1 Grundparzelle: 339, 340                         |
| ja   | Datei hochladen | Gasthof Dasser ID: 17080                                                     | 46° 40′ 54″ N, 11° 53′ 51″ O | 5. Juli 1960 (MD)            | Gasthaus                                            | KG: Sankt Martin in Thurn Bauparzelle: 19                                                         |
| ja   | Datei hochladen | Jeron De Jan De Mena ID: 17078                                               | 46° 38′ 12″ N, 11° 51′ 15″ O | 22. Dez. 1986 (BLR-LAB 7861) | Ländliches Wohnhaus/Bauernhof                       | KG: Kampill Bauparzelle: 632                                                                      |
| ja   | Datei hochladen | Kapelle in Ju ID: 17092                                                      | 46° 41′ 53″ N, 11° 54′ 14″ O | 22. Dez. 1986 (BLR-LAB 7861) | Kapelle 1911 in gotisierenden Stilformen errichtet. | KG: Sankt Martin in Thurn Grundparzelle: 5000                                                     |
| ja   | Datei hochladen | Lacurt mit Wirtschaftsgebäude in Untermoj ID: 17089                          | 46° 41′ 24″ N, 11° 50′ 59″ O | 22. Dez. 1986 (BLR-LAB 7861) | Ländliches Wohnhaus/Bauernhof                       | KG: Sankt Martin in Thurn Bauparzelle: 286/1, 286/3                                               |
| ja   | Datei hochladen | Lourdeskapelle in Bioch ID: 17091                                            | 46° 39′ 29″ N, 11° 52′ 51″ O | 22. Dez. 1986 (BLR-LAB 7861) | Kapelle                                             | KG: Sankt Martin in Thurn Bauparzelle: 721                                                        |
| BW   | Datei hochladen | Lüch de Camora ID: 50592                                                     | 46° 38′ 50″ N, 11° 51′ 48″ O | 20. Okt. 2015 (BLR-LAB 1205) | Bauernhof                                           | KG: Kampill Bauparzelle: 513                                                                      |
| ja   | Datei hochladen | Mair in Pikolein ID: 17086                                                   | 46° 41′ 25″ N, 11° 53′ 41″ O | 22. Dez. 1986 (BLR-LAB 7861) | Ländliches Wohnhaus/Bauernhof                       | KG: Sankt Martin in Thurn Bauparzelle: 119                                                        |
| ja   | Datei hochladen | Mair zu Restalt und Mühle ID: 17082                                          | 46° 40′ 46″ N, 11° 53′ 50″ O | 18. Mai 1987 (BLR-LAB 2615)  | Ländliches Wohnhaus/Bauernhof                       | KG: Sankt Martin in Thurn Bauparzelle: 52, 53                                                     |
| ja   | Datei hochladen | Oberpespak ID: 17087                                                         | 46° 40′ 8″ N, 11° 53′ 31″ O  | 22. Dez. 1986 (BLR-LAB 7861) | Ländliches Wohnhaus/Bauernhof                       | KG: Sankt Martin in Thurn Bauparzelle: 187                                                        |
| ja   | Datei hochladen | Pfarrkirche St. Lucia mit Friedhofskapelle und Friedhof in Kampill ID: 17077 | 46° 38′ 27″ N, 11° 51′ 44″ O | 22. Dez. 1986 (BLR-LAB 7861) | Kirche                                              | KG: Kampill Bauparzelle: 600 Grundparzelle: 4375                                                  |
| ja   | Datei hochladen | Pfarrkirche St. Martin mit Friedhofskapelle und Friedhof ID: 17079           | 46° 40′ 57″ N, 11° 53′ 53″ O | 22. Dez. 1986 (BLR-LAB 7861) | Kirche                                              | KG: Sankt Martin in Thurn Bauparzelle: 1, 2 Grundparzelle: 1                                      |
| ja   | Datei hochladen | St. Anton Abt mit Friedhof in Untermoj ID: 17090                             | 46° 41′ 27″ N, 11° 51′ 1″ O  | 22. Dez. 1986 (BLR-LAB 7861) | Kirche                                              | KG: Sankt Martin in Thurn Bauparzelle: 289 Grundparzelle: 1975                                    |
| ja   | Datei hochladen | St. Antonius von Padua in Pikolein ID: 17084                                 | 46° 41′ 22″ N, 11° 53′ 43″ O | 22. Dez. 1986 (BLR-LAB 7861) | Kirche                                              | KG: Sankt Martin in Thurn Bauparzelle: 72                                                         |
| ja   | Datei hochladen | Thurn ID: 17081                                                              | 46° 40′ 51″ N, 11° 53′ 36″ O | 22. Dez. 1986 (BLR-LAB 7861) | Burganlage, Sitz des Museum Ladin                   | KG: Sankt Martin in Thurn Bauparzelle: 1053, 23, 25, 26                                           |

Falls bei einem Baudenkmal keine Koordinaten bekannt sind, werden ersatzweise die Katasterdaten zum Zeitpunkt der Unterschutzstellung angegeben. Diese sind weder offiziell noch zwingend aktuell.
Die vom Landesdenkmalamt übernommenen Adressen können veraltet sein.
| Foto:   | Fotografie des Denkmals. Klicken des Fotos erzeugt eine vergrößerte Ansicht. Daneben finden sich zwei Symbole: |
| ID      | Identifikator beim Südtiroler Landesdenkmalamt                                                                 |
| KG      | Katastralgemeinde                                                                                              |
| MD      | Ministerialdekret                                                                                              |
| BLR-LAB | Beschluss der Landesregierung – Landesausschussbeschluss                                                       |

## Ehemalige Baudenkmäler
| Foto |                 | Bezeichnung          | Standort                     | Eintragung                   | Beschreibung | Metadaten                    |
| ---- | --------------- | -------------------- | ---------------------------- | ---------------------------- | --- | ---------------------------- |
| BW   | Datei hochladen | Pfarrwidum ID: 17076 | 46° 38′ 28″ N, 11° 51′ 46″ O | 22. Dez. 1986 (BLR-LAB 7861) | Wohnhaus aus dem 18. Jahrhundert, im 19. Jahrhundert um einen Stock aufgehöht; das Gebäude wurde etwa um 1990 herum abgerissen. | KG: Kampill Bauparzelle: 594 |

Falls bei einem Baudenkmal keine Koordinaten bekannt sind, werden ersatzweise die Katasterdaten zum Zeitpunkt der Unterschutzstellung angegeben. Diese sind weder offiziell noch zwingend aktuell.
Die vom Landesdenkmalamt übernommenen Adressen können veraltet sein.
| Foto:   | Fotografie des Denkmals. Klicken des Fotos erzeugt eine vergrößerte Ansicht. Daneben finden sich zwei Symbole: |
| ID      | Identifikator beim Südtiroler Landesdenkmalamt                                                                 |
| KG      | Katastralgemeinde                                                                                              |
| MD      | Ministerialdekret                                                                                              |
| BLR-LAB | Beschluss der Landesregierung – Landesausschussbeschluss                                                       |